# Mo Idrettslag
Il Mo Idrettslag è una società calcistica norvegese con sede nella città di Mo i Rana. Milita nella 3. divisjon, la quarta divisione del campionato norvegese. La squadra gioca le partite casalinghe al Sagbakken Kunstgress.

## Storia
Il Mo Idrettslag è stato fondato nel 1904, all'epoca con il nome Mo Idrætsforening. Il primo presidente è stato Anton P. Jæger. La polisportiva vantava tra le sue discipline ginnastica, pallamano, tennis da tavolo ed orientamento. Nel 1920, è stata adottata l'attuale denominazione. Dal 1988, il Mo Idrettslag è diventato si è occupato esclusivamente di calcio.

## Palmarès

### Competizioni nazionali
- 3. divisjon: 2

2011 (gruppo 11), 2015 (gruppo 11)

### Altri piazzamenti
- Coppa di Norvegia:

Semifinalista: 1980
- Nord-Norgesmesterskap:

Finalista: 1931, 1967
- 2. divisjon:

Secondo posto: 2005 (gruppo 4)